# Wymiarki (voïvodie de Varmie-Mazurie)
Pour les articles homonymes, voir Wymiarki.
Wymiarki est un village polonais, située dans la voïvodie de Varmie-Mazurie.